# Trix (Trillizas de Oro)
Le Trix sono tre gemelle, cantanti, modelle e attrici originarie dell'Argentina, conosciute in Spagna e Sud America col nome d'arte di Las Trillizas de Oro. I loro veri nomi sono: María Laura, María Emilia e María Eugenia Fernández Roussee e sono nate il 5 luglio 1960.
Hanno iniziato a lavorare a quattro anni, come modelle per uno spot pubblicitario di una marca di caffè. Nel 1968 debuttano come cantanti in un varietà televisivo argentino chiamato Sábados Circulares de Mancera. Negli anni successivi si fanno conoscere in altri stati sudamericani recitando alla radio, presentando programmi televisivi e girando alcuni film.
Nel 1978 Julio Iglesias le ingaggia come coriste per il suo tour mondiale, dando così loro l'occasione di farsi conoscere in tutto il mondo e ottenere altri ingaggi in diverse nazioni europee tra le quali Spagna, Paesi Bassi, Germania, Italia e in Giappone.
Le loro canzoni di maggior successo col nome di Trix sono C'est la vie e Fantasy, entrambe del 1981.
Successivamente la loro popolarità a livello internazionale è andata calando, ma hanno continuato a condurre spettacoli in Sud America e ad incidere dischi. A tutt'oggi sono molto attive come personaggi televisivi in Argentina dove co-conducono il magazine mattutino "Mañanas Nuestras" per il canale KZO.

## Le gemelle Trix in Italia
In Italia, conosciute come le gemelle Trix, sono ricordate principalmente per la canzone C'est la vie, di cui hanno inciso una versione in italiano (adattata da Gianni Boncompagni), mentre quella originale era in inglese, con la quale hanno partecipato al Festivalbar del 1981, e la partecipazione al programma Patatrac di Rai 2 in cui cantavano le sigle Patatrac e C'est la vie. La produzione era sempre di Gianni Boncompagni, anche regista del programma. Entrambi i brani sono stati reinterpretati da alcune delle ragazze di Non è la Rai.
Nel 1979 incisero una cover del brano Estoy bailando delle sorelle Goggi per il mercato sudamericano.